# Новаківська Галина Олександрівна
Новакíвська Гали́на Олександрівна (нар. 4 квітня 1923, Перемишль, Польща — пом. 4 серпня 2018, Торонто, Канада) — українська художниця, сценографка, декораторка, іконографка, членкиня Української спілки образотворчих митців Канади (1957).

## Біографія
Народилась 4 квітня 1923 року в місті Перемишль 1923 року, була єдиною донькою Олександра та Амелії Молодецьких. Її брат Володимир помер передчасно.
Виросла в Кракові, де закінчила Краківську академію мистецтв (1939—1943), де почала працювати асистенткою декоратора Міського Театру. Там оформлювала сцени для різнорідних вистав драматичних гуртків, молоді та дітей.
Згодом вже самостійно оформлювала сцену Театру Малих Форм Інституту Народної Творчості у Львові, де працювала із декоратором Львівського Оперного Театру Мирослава Радиша.
У 1943—1944 рр. стала головним декоратором Українського Театру в Станиславові, де почала здійснювати інноваційне оформлення для театральних вистав.
Майже сенсацію викликала її декораційна постанова в драмі «Марш Чернігівського Полку» Ю. Косача. Вона вивела на передній план театр частково без завіси, а сцену поділила на два поверхи, в яких дія йшла одночасно. Ролю завіси сповняли рухомі тюремні ґрати.
Саме в цей час вона познайомилась зі своїм майбутнім чоловіком Романом, і через два роки вони одружилися.
З наступом Червоної армії переїхала на захід, де продовжила навчання у Відні, Мюнхені та Парижі (1944—1949). У 1949 році емігрувала до Канади разом з чоловіком і сином Орестом. Сім'я оселилася в Торонто, де художниця продовжила свою творчу діяльність.
Журнал «Наше Життя» писав про мисткиню:
Коли воєнні дії вигнали мисткиню із рідної землі, вони не згасили запалу до мистецтва[значущість факту?]. 

## Виставки

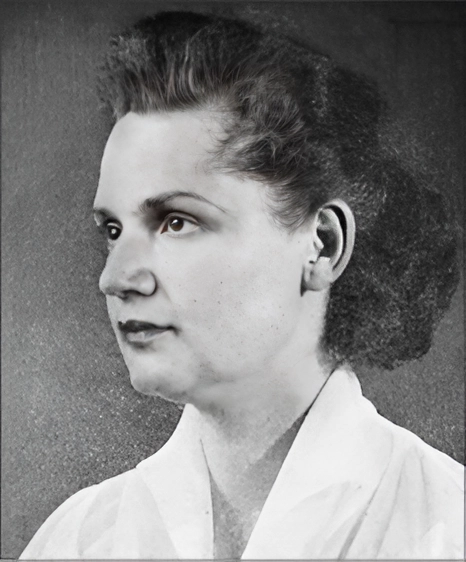
Галина Новаківська

ЇЇ перша персональна виставка відбулася в Торонто в галереї «W&W» у 1962 році. Далі відбулись виставки в Університеті Західного Онтаріо в Лондоні (1963) та Публічній бібліотеці Скарборо (1971). Інші персональні виставки відбулися в Торонто (1964, 1967, 1977, 1980, 1990), Чикаґо (1976, 1981), Оттаві (1977), Воррені (Мічиган) (1978) та Едмонтоні (1979).
У 1995 році була запрошена на виставку до престижного Державного музею українського образотворчого мистецтва в Києві та до Львівської галереї мистецтв України.
Також брала участь у численних групових виставках у Канаді та Сполучених Штатах Америки, а з 1988 року — в Україні.
Була активною членкинею Української спілки образотворчих мистців Канади, Товариства канадських художників та Товариства кольору і форми.
Одна з її картин отримала почесну відзнаку в 1982 році в категорії «Найкращий олійний живопис» на виставці клубу «Космополітен» у Центрі О'Кіф у Торонто.
У 1999 році її пастель «Дорогоцінна мить» отримала нагороду на виставці Товариства пастелістів Онтаріо.
Протягом останніх двох десятиліть життя вона та її колега Андрій Бабич подорожували на пленер по Східному Онтаріо.

## Художній стиль

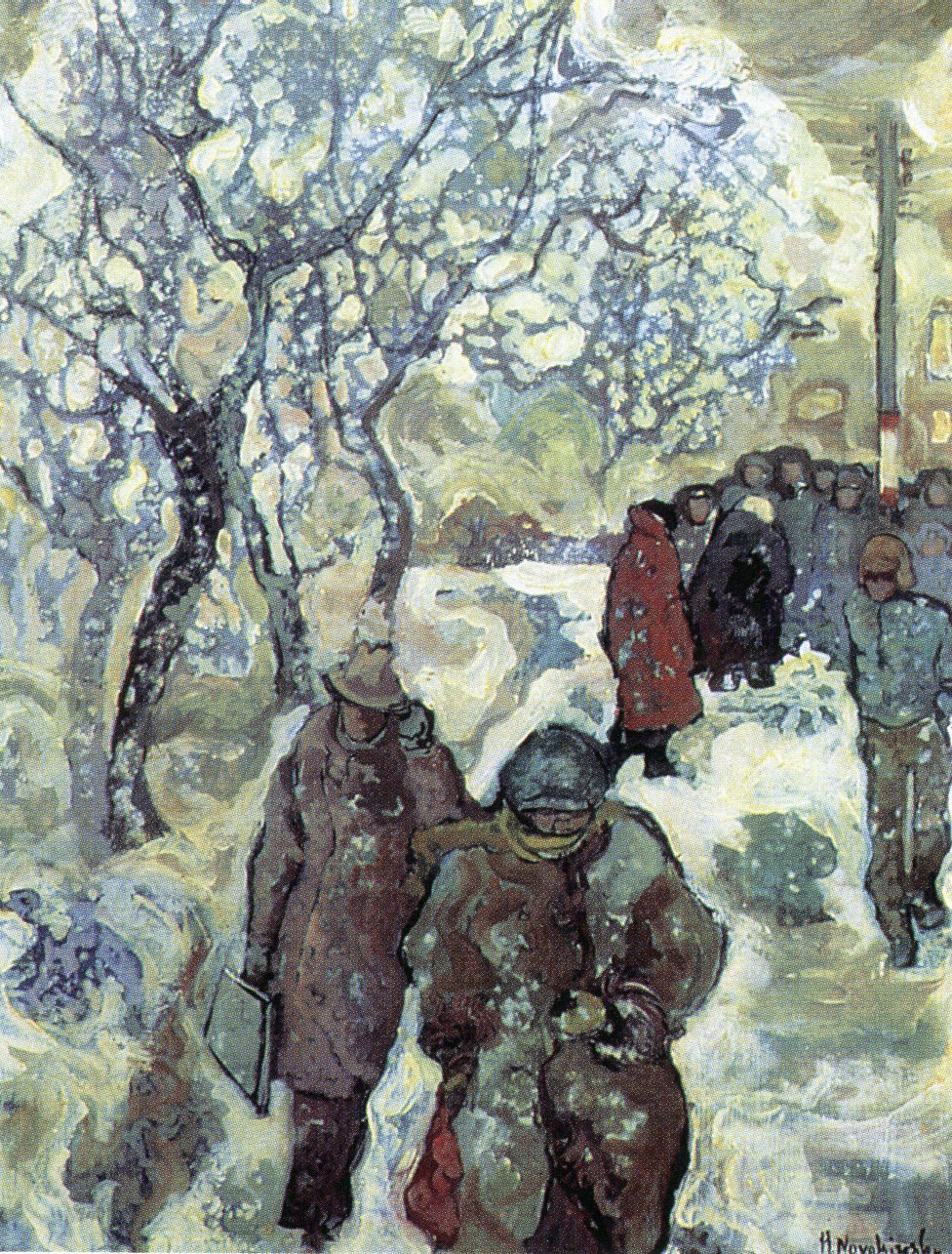
Г. Новаківська. «Зимова днина». Полотно, олія

Протягом багатьох років експериментувала з сучасними тенденціями в мистецтві в межах репрезентативного мистецтва. В її образах акцент робився не на наслідуванні природи, а на передачі безпосереднього відчуття кольору і форми.
Стилістично її картини варіюються від імпресіонізму та постімпресіонізму до експресіонізму, кубізму та американського абстрактного експресіонізму. Зокрема, її картини демонструють розуміння постімпресіоністичного кольору та структури.
Пейзажі, міські краєвиди, жанрові сцени, натюрморти, фігурні композиції та портрети, а також зосереджені види природи сповнені багатими фактурними поверхнями, плавними контурами та складними кольоровими патернами з багаторазовим накладанням кількох відтінків.
Живописний простір будується за допомогою кольору, контрастів світлого і темного, фактури і накладання, а не лінійної чи повітряної перспективи. Ритми, створені рухливими мазками пензля, підкреслюють неглибокий, ущільнений простір, як на картині «Дощовий день».
Приглушене сяйво відбитого світла і тіні, передане тональними варіаціями яскравої палітри, та експресивний мазок, що домінують в олійних полотнах Галини Новаківської, створюють самобутній стиль мисткині.
У сценографії застосовувала архітектурні фрагменти, вітражну техніку, світлотіньові ефекти до своїх декорацій тощо.